# Discografia di Serena Brancale
La discografia di Serena Brancale, cantautrice italiana, è costituita da tre album in studio, uno dal vivo, diciassette singoli e otto video musicali, pubblicati dal 2011.

## Album

### Album in studio
| Anno | Titolo |
| ---- | --- |
| 2015 | Galleggiare - Pubblicato: 25 febbraio 2015 - Etichetta: Warner Music Italy - Formati: CD, download digitale, streaming        |
| 2019 | Vita da artista - Pubblicato: 10 maggio 2019 - Etichetta: Isola degli Artisti - Formati: CD, download digitale, LP, streaming |
| 2022 | Je sò accussì - Pubblicato: 25 marzo 2022 - Etichetta: Isola degli Artisti - Formati: CD, download digitale, LP, streaming    |

### Album dal vivo
| Anno | Titolo                                                                        |
| ---- | ----------------------------------------------------------------------------- |
| 2011 | Serena Brancale Live - Pubblicato: 2011 - Etichetta: auto-edito - Formati: CD |

## Singoli
| Anno                                                         | Titolo                            | Classifiche | Certificazioni  | Unità           | Album di provenienza |
| Anno                                                         | Titolo                            | ITA         | Certificazioni  | Unità           | Album di provenienza |
| ------------------------------------------------------------ | --------------------------------- | ----------- | --------------- | --------------- | -------------------- |
| 2015                                                         | Galleggiare                       | —           |                 |                 | Galleggiare          |
| 2015                                                         | La mia anima                      | —           |                 |                 | Galleggiare          |
| 2015                                                         | Il gusto delle cose               | —           |                 |                 | Galleggiare          |
| 2019                                                         | Vita da artista                   | —           | Vita da artista |                 |                      |
| 2022                                                         | Pessime intenzioni (con Ghemon)   | —           | Je sò accussì   |                 |                      |
| 2022                                                         | Like a melody (con Roshelle)      | —           | Je sò accussì   |                 |                      |
| 2022                                                         | Vieni a ballare in Puglia         | —           | /               |                 |                      |
| 2022                                                         | Stù groove                        | —           | /               |                 |                      |
| 2023                                                         | Disordine (con Fiat131)           | —           | /               |                 |                      |
| 2023                                                         | Andamento lento                   | —           | /               |                 |                      |
| 2023                                                         | Voglio di più (con Clementino)    | —           | /               |                 |                      |
| 2023                                                         | L'altra metà (con Fiat131)        | —           | /               |                 |                      |
| 2024                                                         | Baccalà (con Dropkick_m)          | —           | /               |                 |                      |
| 2024                                                         | La zia (con Dropkick_m)           | —           | /               |                 |                      |
| 2024                                                         | Stu cafè                          | —           | /               |                 |                      |
| 2025                                                         | Anema e core                      | 10          | /               | - ITA: Oro      | - ITA: 100 000+      |
| 2025                                                         | Serenata (con Alessandra Amoroso) | 3           | - ITA: Oro      | - ITA: 100 000+ | Io non sarei         |
| "—" indica una pubblicazione non classificata in quel paese. |                                   |             |                 |                 |                      |

## Collaborazioni
| Anno | Titolo                                              | Album di provenienza |
| ---- | --------------------------------------------------- | -------------------- |
| 2021 | Impressione (Davide Shorty feat. Serena Brancale)   | Fusion.              |
| 2021 | Marte (Ainè feat. Serena Brancale)                  | Alchimia             |
| 2023 | DD (bambina) (Big Joe feat. Serena Brancale)        | Astronauta, vol. 3   |
| 2025 | Sabato (Davide Shorty feat. Ainè e Serena Brancale) | Nuova forma          |

## Autrice e compositrice per altri artisti
| Anno | Titolo  | Artista/i                | Album di provenienza |
| ---- | ------- | ------------------------ | -------------------- |
| 2021 | No good | Malerba feat. MamboLosco | /                    |
| 2024 | bHla    | Alex                     | Riflesso             |

## Video musicali
| Anno | Titolo              | Regista/i        |
| ---- | ------------------- | ---------------- |
| 2015 | Galleggiare         | —                |
| 2015 | Il gusto delle cose | Mauro Russo      |
| 2022 | Pessime intenzioni  | Stefano Bertelli |
| 2023 | Disordine           | Giampiero Gratta |
| 2023 | Voglio di più       | Kreavysum        |
| 2024 | Stu cafè            | Manuel Amicucci  |
| 2025 | Anema e core        | Manuel Amicucci  |
| 2025 | Serenata            | Marco Braia      |